# Youth in Revolt (2009)
Youth in Revolt ist die Verfilmung des gleichnamigen, 1993 erschienenen Romans von C. D. Payne. Seine Premiere feierte der Film am 8. Januar 2010.

## Handlung
Der 16-jährige Nick Twisp befindet sich in einer Krise. Seine Eltern leben in Trennung. Im Urlaub lernt er Sheeni Saunders kennen und will sie für sich gewinnen. Um bessere Chancen zu entfalten, entwirft der bislang brave Nick ein Alter Ego: François Dillinger, der Nick ähnelt, aber blaue Augen hat und einen Oberlippenbart und eine Sonnenbrille trägt. Nick gerät mit der Hilfe von François mit dem Gesetz in Konflikt, um von seiner Mutter zu seinem Vater geschickt zu werden. Damit könnte er wieder bei Sheeni sein.
Als Nick zu seinem Vater geschickt wird, erfahren Sheenis Eltern von den Straftaten von Nick und schicken Sheeni auf ein französisches Internat. Dort erhält sie verbotenerweise Besuch von Nick, der jedoch flüchten muss als eine Lehrerin davon erfährt. Daher beginnt er eine Mitschülerin von Sheeni davon zu überzeugen, ihr Schlaftabletten zu geben, sodass Sheeni im Unterricht einschläft und der Schule verwiesen wird. Nick besucht daraufhin Sheeni zuhause, doch Trent, der Ex-Freund von Sheeni, erscheint ebenfalls und erzählt ihr von den Schlaftabletten. Zudem hat er die Polizei gerufen, die Nick bereits wegen der Straftaten in seiner Heimatstadt sucht. Dieser flieht und kehrt allerdings nochmal zurück, um sich bei Sheeni zu entschuldigen.
Sie nimmt die Entschuldigung an, doch Nick wird schließlich von der Polizei festgenommen. Da er jedoch ein Jugendlicher ist, wird seine Haftstrafe kurz ausfallen.

## Hintergründe
Youth in Revolt adaptiert die ersten drei Bände von C. D. Paynes sechsbändiger Reihe über Nick Twisp.
Der Film wurde in Ann Arbor, Michigan, USA gedreht.
Bereits 1998 wurde eine Pilotfolge für eine Verfilmung als Fernsehserie gedreht, die jedoch nicht realisiert wurde.

## Kritiken
„Wenn man den Film losgelöst von der literarischen Vorlage betrachtet ist er eine rundum unterhaltsame und höchst amüsante, zudem sympathisch besetzt und leicht schräge Coming of Age-Geschichte. […] Wer die gewagte Vorlage kennt, kann allerdings nur enttäuscht werden, denn mit der hat der Film leider nicht viel gemein.“

„Zwar liest sich auch Youth in Revolt zunächst parallel als Emanzipations- und Erfolgsgeschichte, inklusive siegreichen Aufbegehrens gegen das Establishment. Mit dem entscheidenden Unterschied jedoch, dass der Nerd hier relativ früh beinahe ohne eigenes Zutun von einer Traumfrau auserkoren wird. Darüber hinaus ist ihm gleich noch ein Alter Ego zur Seite gestellt, das problemlos Gewaltfantasien bedient. So verliert der Nerdfilm mit Youth in Revolt ein wenig seiner Unschuld und entwickelt sich zum stimmig-stimmungsvollen Teenie-Feelgood-Movie.“

„Ebenso rebellisch wie das Original ist Youth in Revolt bei weitem nicht geworden. Dafür ist Miguel Arteta aber eine charmante, oft witzige Geschichte um zwei 14-Jährige gelungen, die erst einige groteske Szenen durchmachen müssen, um zueinander zu finden.“